# Eschweger Becken
Das Eschweger Becken ist eine Beckenlandschaft des Unteren Werraberglandes im Werra-Meißner-Kreis, Hessen ( Deutschland).

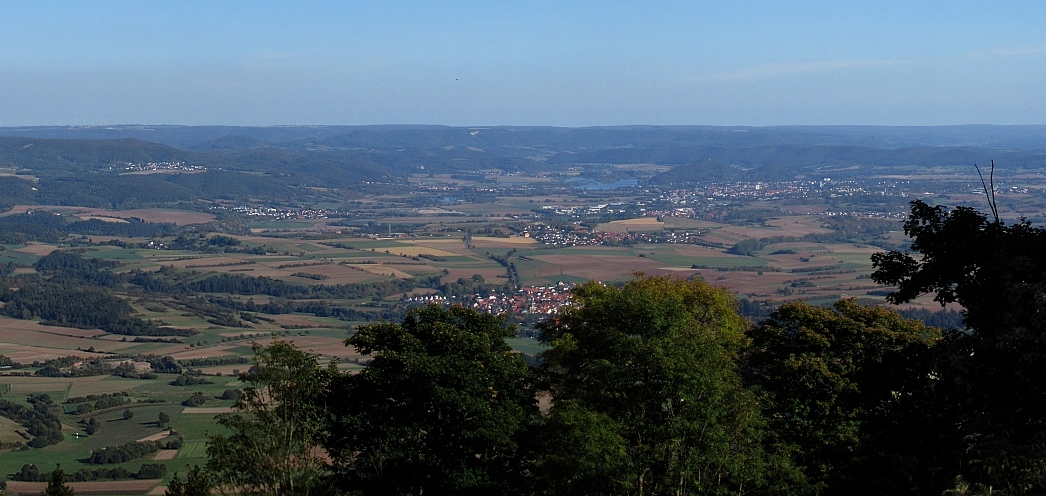
Blick vom Hohen Meißner ins Eschweger Becken

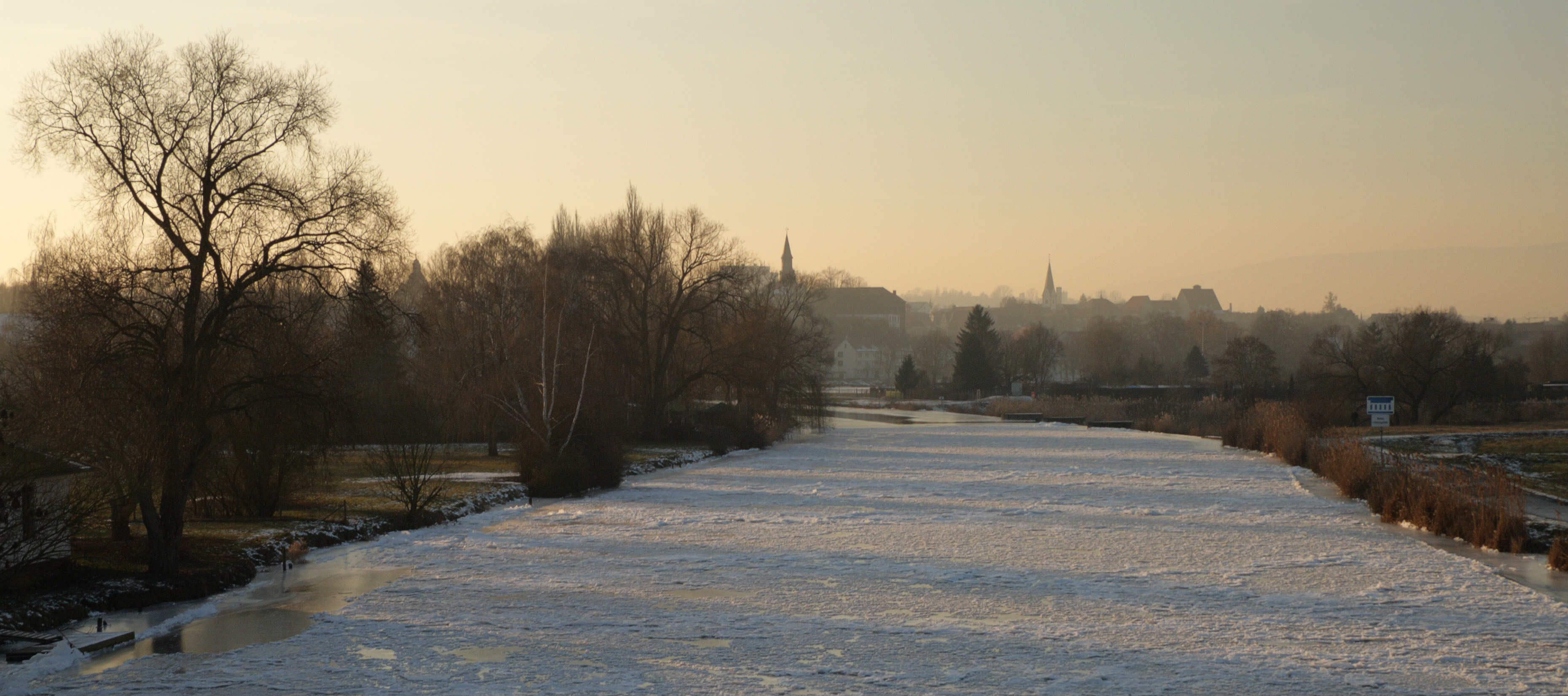
Zugefrorene Werra bei Eschwege

## Geographische Lage
Das Eschweger Becken liegt zwischen den Bergen der Gobert, des Schlierbachswaldes und des Hohen Meißners entlang der Werra und der in sie mündenden Wehre. Es befindet sich im Uhrzeigersinn betrachtet zwischen den Orten Jestädt und Schwebda im Norden, Wanfried im äußersten Nordosten und Reichensachsen im Süden und Abterode im Westen. Zentraler Ort ist die Kreisstadt Eschwege.

## Naturräumliche Gliederung
Das Eschweger Becken gliedert sich nach Blatt 112 Kassel wie folgt:
- (zu 35 Osthessisches Bergland)
  - (zu 358 Unteres Werrabergland)
    - 358.2 Eschweger Becken
      - 358.20 Schwebda–Jestädter Werraaue
      - 358.21 Eschweger Hügelland
        - Leuchtberge (Singularität, bis 319 m)
        - Blaue Kuppe (Singularität, 339 m)[3]

      - 358.22 Wehreniederung
      - 358.23 Weidenhäuser Hügelland
      - 358.24 Wernersbergzug (bis 410 m, Buntsandstein)

Die Landschaft wird im Uhrzeigersinn von folgenden Höhenzügen (Randerhebungen) eingegrenzt:
- Südliches Gobertvorland (Diedscher Kopf: 337 m) im Norden
- Rosoppe-Frieda-Hügelland (Großer Dachsberg: 363 m) im Nordosten
- Eintritt der Werra im äußersten Nordosten
- Schlierbachswald (Hundsrück: 478 m) im Südosten
- Eintritt der Wehre im Süden
- Finkenberg-Dachsberg-Zug (Dachsberg: 396 m) im Südwesten
- Hoher Meißner (Kalbe: 720 m) weiter im Westen
- Soodener Bergland (NN: 354 m) im Nordwesten
- Austritt der Werra

Die Beckenlandschaft an sich endet im Südwesten bereits an der Flanke des Wernersbergzugs, der dem Finkenberg-Dachsberg-Zug vorgelagert ist, während sie im Nordwesten am Meißnervorland (358.03) nur allmählich ausläuft.

## Natur
Das Eschweger Becken besteht einerseits aus den Tallagen der Werraaue zwischen Schwebda und Jestädt mit seiner künstlichen Seenlandschaft (unter anderem der Werratalsee) und dem Wehretal zwischen Reichensachsen und der Mündung in die Werra nördlich von Niederhone, anderseits aus den südlich der Werraaue gelegenen Hügellandschaften, die überwiegend landwirtschaftlich genutzt werden. Größere Waldgebiete gibt es nur im Bereich des Wernersbergzuges.
Eine geologische Besonderheit ist die Blaue Kuppe nördlich von Langenhain, ein erloschener Vulkan.

## Berge

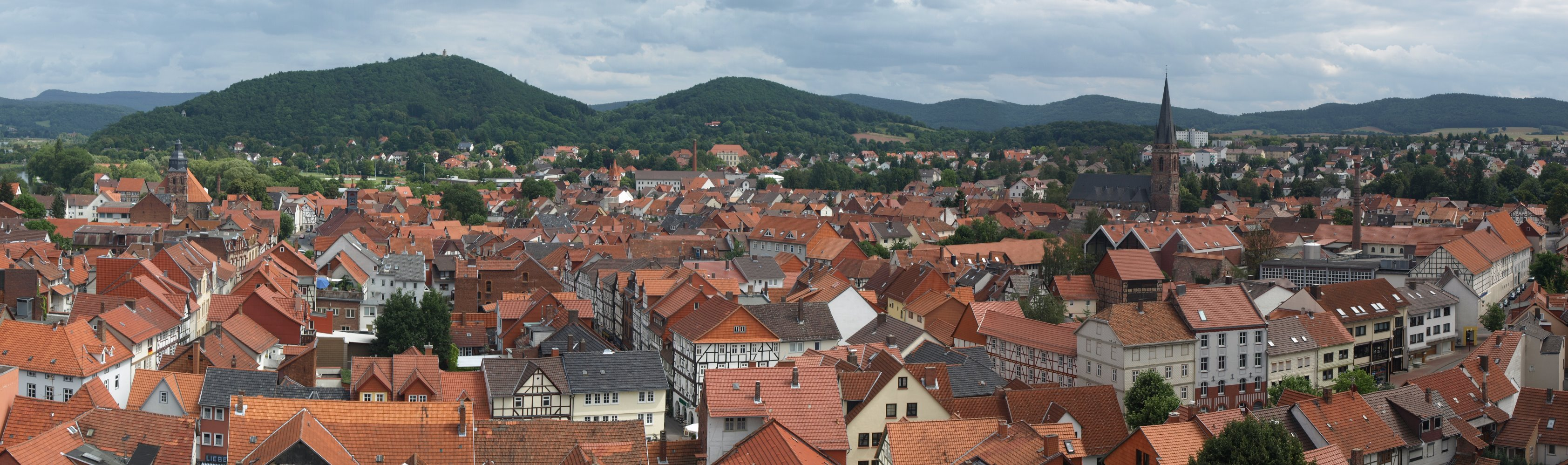
Die Leuchtberge am Stadtrand von Eschwege

Die wichtigsten Berge und Erhebungen im Eschweger Becken sind:
- Wernersbergzug
  - Komberg (ca. 410 m), südlich von Alberode
  - Wernersberg (378,1 m), nordöstlich von Vierbach
- Blaue Kuppe (339 m, Singularität)[3]
- Leuchtberge (Singularität)
  - Großer Leuchtberg (318,7 m), östlich von Eschwege
  - Kleiner Leuchtberg (288,6 m)
- NN (248,5 m), südwestlich von Eschwege
- Steinröllchen (243,6 m), östlich von Oberhone

## Sehenswürdigkeiten
Zu den Sehenswürdigkeiten des Eschweger Beckens gehören:
- Altstadt von Eschwege
- Bismarckturm auf dem Großen Leuchtberg
- Wasserburg Schwebda
- Schloss in Grebendorf
- Ruine der Wasserburg Aue in Aue
- historischer Dorfkern in Frieda
- Schloss in Jestädt

Die Seenlandschaft rund um den Werratalsee bietet vielfältige Freizeit- und Erholungsmöglichkeiten.